# ایگناتووو
ایگناتووو (به بلغاری: Ignatovo) یک منطقهٔ مسکونی در بلغارستان است که در شهرستان والچدرام واقع شده‌است.